# Taifa de Ronda
La taifa de Ronda o Runda fou un Estat de curta durada i petita extensió que va existir entre els anys 1039/40 i 1066 sobre els territoris al voltant d'aquella ciutat (cora de Takurunna).
Els Banu Ifran eren amazics del grup Zanata que havien arribat a la península Ibèrica en l'època d'Almansor per a lluitar en els seus exèrcits.
En esclatar la fitna, es van establir per la zona de Ronda, que van dominar completament a l'expulsar el governador Omeia Amir ibn Futuh en 1015. El seu poder es va veure reforçat després de la mort del sobirà de Màlaga, Idrís al-Mutayyad, en 1039/40.
El primer sobirà va ser Abu-Nur Hilal ibn Abi Kurra, que va reconèixer la sobirania dels Hammudites de Sevilla en 1051/52, però això no va impedir que fos empresonat per al-Mútadid en 1053/54. Durant el seu captiveri va assumir el poder son fill Badis ibn Hilal, que és descrit per les fonts com de caràcter tirànic i llibertí. En 1057/58, Hilal va tornar-hi i va fer donar mort son fill. Després va morir el mateix any.
El va succeir altre fill, Abu-Nasr Fatuh ibn Hilal, però un dels seus oficials, actuant al servei d'Al-Mútadid de Sevilla, es va alçar contra ell i el va assassinar en 1066. El reialme va ser annexionat per Sevilla.